# Marie-Anne Montchamp
Marie-Anne Montchamp (ur. 1 listopada 1957 w Tulle) – francuska polityk i samorządowiec, w latach 2004–2005 i 2010–2012 sekretarz stanu we francuskich rządach, deputowana do Zgromadzenia Narodowego.

## Życiorys
Z wykształcenia menedżer, pracowała w branży zarządzania zasobami ludzkimi m.in. w przedsiębiorstwie Groupama. W 2006 założyła branżowe stowarzyszenie Entreprise et Handicap. W 1991 wstąpiła do gaullistowskiego Zgromadzenia na rzecz Republiki, z ugrupowaniem tym dołączyła później do Unii na rzecz Ruchu Ludowego. Od 2001 do 2014 była radną, a w latach 2001–2004 zastępczynią mera Nogent-sur-Marne. W latach 2004–2008 wchodziła w skład rady regionalnej Île-de-France. W latach 2002–2004 i 2005–2010 zasiadała w Zgromadzeniu Narodowym XII i XIII kadencji.
Od marca 2004 do maja 2005 pełniła funkcję sekretarza stanu przy ministrze solidarności, zdrowia, rodziny i osób niepełnosprawnych. W 2008 bez zgody władz partyjnych kandydowała w wyborach lokalnych. Należała następnie do założycieli Solidarnej Republiki Dominique’a de Villepina, pełniła funkcję rzecznika prasowego tej formacji. Ustąpiła z niej, powracając na stanowisko rządowe w gabinecie François Fillona. Od listopada 2010 do maja 2012 sprawowała urząd sekretarza stanu przy ministrze solidarności i spójności społecznej.
W trakcie zorganizowanych przez Republikanów prawyborów w 2016 popierała kandydaturę Nicolasa Sarkozy’ego. W 2017 odeszła z tego ugrupowania, dołączając do En Marche! Emmanuela Macrona.